# August Kammer
August Kammer, född 3 juni 1912, död 21 februari 1996, var en amerikansk ishockeyspelare.
Kammer blev olympisk bronsmedaljör i ishockey vid vinterspelen 1936 i Garmisch-Partenkirchen.